# Alexander Zeldin
Pour les articles homonymes, voir Zeldin.
Alexander Zeldin, né le 24 avril 1985, est un dramaturge, auteur et metteur en scène de théâtre britannique.

## Biographie
Alexander Zeldin, neveu de l'historien Theodore Zeldin, est étudiant en littérature française en France lorsqu’il crée Constant, prince de Calderon de La Barca au Caire, en collaboration avec des musiciens locaux.
Alexander Zeldin travaille ensuite à l'Opéra Mariinsky (Saint-Pétersbourg, Russie) et dirige Powder her Face de Thomas Adès, ainsi que des œuvres de Puccini et Maurice Ravel.
Il dirige, en 2010, la Compagnie théâtrale européenne pour le Napoli Teatro Festival Italia.
En 2011, il devient l’assistant de Marie-Hélène Estienne et de Peter Brook et en parallèle enseigne dans l’école d’art dramatique au East 15 à Loughton. Il forme alors un collectif d'acteurs destinés à collaborer à long terme sur des projets. Il s'associe aussi avec des non acteurs et explique « depuis quelques années je mène un travail théâtral au Royaume-Uni où mes projets d’écriture sont toujours développés dans une relation très étroite et souvent collaborative avec des personnes en dehors du théâtre. Ma dernière pièce, par exemple, Beyond Caring, a été créée à partir d’une période d’immersion avec des femmes et hommes de ménage, facilitée par une relation avec les syndicats ».
En 2017, il est artiste associé du Birmingham Repertory Theatre et au National Theatre de Londres.
Il est lauréat du Prix Quercus, prix pour la mise en scène émergente au Royaume-Uni.
En 2020, il devient artiste associé de l'Odéon-Théâtre de l'Europe à Paris et développe sa propre compagnie en France à partir de 2022, Compagnie A Zeldin.
En 2024, il est choisi pour être l’artiste in Focus du FIND Festival de la Schaubühne de Berlin, qui présente trois de ses spectacles : la version allemande de Beyond Caring, The Confessions et Faith, Hope and Charity.

## Théâtre
Beyond Caring est créé en 2014 au Yard Theatre à Hackney. La pièce raconte l'histoire de plusieurs travailleurs temporaires qui se réunissent de nuit dans une usine de viande.
Love, créé en Angleterre en 2016, est monté en 2018 en France, aux Ateliers Berthier (Odéon-Théâtre de l’Europe), dans le cadre du Festival d'automne. Dans cette pièce, Alexander Zeldin décrit l'exclusion sociale à partir d'une situation où plusieurs personnes sont réunies par hasard, à la veille de Noël, dans un foyer d’urgence de l’aide sociale britannique.
Faith, Hope and Charity, dernier volet de sa trilogie des inégalités (avec Beyond Caring et Love), est créé au National Theatre de Londres en 2019, puis présenté dans toute l'Europe et adapté en film par la BBC et Cuba Pictures.
Une mort dans la famille, première pièce en français d'Alexander Zeldin, met en scène un récit familial portant sur ce que la société cherche à dérober à notre regard : le quotidien des maisons de retraite et la fin de vie. « Je voudrais », dit Alexander Zeldin, « faire ressentir la vie de ces personnes par le théâtre, raconter comment le deuil et l’absence donnent forme à la vie, comment les morts sont parfois plus vivants que les vivants ».
En 2023, il crée The Confessions au Wiener Festwochen à Vienne, et le spectacle tourne ensuite en France et en Europe, notamment dans le IN du Festival d'Avignon.
En 2024, il crée The Other Place, une relecture contemporaine du mythe d’Antigone, National Theater de Londres.
En 2025, il crée Prendre Soin au Théâtre National de Strasbourg.